# 河口牙鮃
河口牙鮃為輻鰭魚綱鰈形目鰈亞目牙鮃科的其中一種，為亞熱帶海水魚，分布於中太平洋東部加利福尼亞灣海域及半鹹水域，棲息深度可達44公尺，體長可達70公分，棲息在沙泥底質底層水域，其生活習性不明，可作為食用魚。

## 扩展阅读
維基物種上的相關：河口牙鮃